# Distrikt Santo Domingo de los Olleros
Der Distrikt Santo Domingo de los Olleros liegt in der Provinz Huarochirí der Region Lima im zentralen Westen von Peru. Der Distrikt hat eine Fläche 578 km². Beim Zensus 2017 lebten 3125 Einwohner im Distrikt. Im Jahr 1993 lag die Einwohnerzahl bei 1020, im Jahr 2007 bei 2906. Die Distriktverwaltung befindet sich in der 2830 m hoch gelegenen Stadt Santo Domingo de los Olleros mit 85 Einwohnern (Stand 2017). Santo Domingo de los Olleros liegt 45 km südsüdwestlich der Provinzhauptstadt Matucana.

## Geographische Lage
Der Distrikt Santo Domingo de los Olleros befindet sich im Südwesten der Provinz Huarochirí. Er liegt an der Westflanke der peruanischen Westkordillere.
Der Distrikt Santo Domingo de los Olleros grenzt im Südwesten an den Distrikt Chilca (Provinz Cañete), im Westen an die Distrikte San Bartolo, Punta Negra, Punta Hermosa, Lurín und Pachacámac (die 5 Distrikte liegen alle in der Provinz Lima), im Norden an die Distrikte Antioquía und Cuenca sowie im Osten an die Distrikte Langa und Mariatana.